# رئيس قضاة ماليزيا
رئيس قضاة ماليزيا (بالملايوية: Ketua Hakim Negara Malaysia)‏ المعروف أيضاً بإسم رئيس المحكمة الاتحادية، وهو منصب ولقب رئيس السلطة القضائية الماليزية. وهذا اللقب مستخدم من عام 1994 وقبل ذلك كان يعرف بإسم لورد رئيس المحكمة الإتحادية. وهو أعلى منصب في النظام القضائي الماليزي يليه رئيس محكمة الإستئناف في ماليزيا والقاضي الرئيسي في مالايا والقاضي الرئيسي في صباح وسراوق. وكان يشغل منصب رئيس المحكمة العليا تنغكو ميمون توان، والذي توفي في 2 مايو 2019

## الأساس الدستوري
ينشأ منصب رئيس المحكمة الاتحادية بموجب المادة 122 من دستور ماليزيا، التي تنص على تشكيل المحكمة العليا آنذاك (المحكمة الإتحادية الآن) برئاسة رئيس المحكمة، وكبار قضاة المحاكم العليا، وعلى الأقل أربعة قضاة آخرين، بالإضافة إلى أي قضاة إضافيين يتم تعيينهم وفقًا للبند.

## دوره
رئيس القضاة هو الأول بين قضاة المحكمة الإتحادية، ولا يختلف منصبه إلا قليلاً عن منصب القضاة الآخرين. يتم تعيين جميع القضاة، بما في ذلك رئيس المحكمة العليا، من قبل يانغ دي بيرتوان أغونغ (ملك ماليزيا)، بناءً على نصيحة رئيس وزراء ماليزيا. بموجب المادة 125 من الدستور الماليزي، لا يمكن عزلهم إلا من قبل حاكم الدولة، بناءً على توصية من محكمة تتألف من خمسة قضاة على الأقل من قضاة المحكمة الفيدرالية الحاليين أو السابقين. تشمل أسباب الإزالة رئيس المحكمة العليا:
-عدم اتباع قواعد أخلاقيات القضاة.
- عدم القدرة جسدياً أوعقلياً على القيام بواجباته.
سيقوم رئيس الوزراء بعد ذلك بتزويد حاكم الدولة بالأسباب (الأسباب) التي تدعو إلى إقالة رئيس المحكمة العليا. وسيشرع حاكم يانغ دي بيرتوان بعد ذلك في تشكيل المحكمة لاتخاذ القرار